# Komariw (obwód winnicki)
Komariw (ukr. Комарів, pol. hist. Komarów) – wieś na Ukrainie, w obwodzie winnickim, w rejonie winnickim.